# Copa Libertadores 2018
De Copa Libertadores de América 2018 was de 58e editie van de Copa Libertadores, een jaarlijks voetbaltoernooi voor clubs uit Latijns-Amerika, georganiseerd door de CONMEBOL. Sinds 2014 is de officiële naam van het toernooi de  Copa Bridgestone Libertadores. Het toernooi vond plaats van 22 januari 2018 tot en met 28 november 2018. Titelhouder Grêmio werd opgevolgd door River Plate, dat zich daarmee ook plaatste voor het WK voor clubs 2018 en de Recopa Sudamericana 2019.

## Loting
De loting voor de competitie vond plaats op 20 december 2017, 20:00 PYST (UTC−3), in de  CONMEBOL Convention Centre in Luque, Paraguay.

## Programma
Het programma is als volgt.
| fase            | heenwedstrijd | terugwedstrijd |
| --------------- | --- | --- |
| 1e voorronde    | 22 januari 2018 | 26 januari 2018 |
| 2e voorronde    | 30 januari – 1 februari 2018 | 6–8 februari 2018 |
| 3e voorronde    | 13–15 februari 2018 | 20–22 februari 2018 |
| Groepsfase      | Week 1: 27 februari - 1 maart 2018 Week 2: 13–15 maart 2018 Week 3: 3-5 april 2018 Week 4: 17-19 april 2018 Week 5:24-26 april 2018 Week 6: 1-3 mei 2018 Week 7: 15-17 mei 2018 Week 8: 22-24 mei 2018 | Week 1: 27 februari - 1 maart 2018 Week 2: 13–15 maart 2018 Week 3: 3-5 april 2018 Week 4: 17-19 april 2018 Week 5:24-26 april 2018 Week 6: 1-3 mei 2018 Week 7: 15-17 mei 2018 Week 8: 22-24 mei 2018 |
| Achtste finales | 7-9 augustus 2018 | 28-30 augustus 2018 |
| Kwartfinales    | 18–20 september 2018 | 2-4 oktober 2018 |
| Halve finales   | 23-25 oktober 2018 | 30 oktober – 1 november 2018 |
| Finale          | 7 november 2018 | 28 november 2018 |

## Kwalificatie

### 1e voorronde
| Team 1               | Tot.    | Team 2            | 1e wedstr. | 2e wedstr. |
| -------------------- | ------- | ----------------- | ---------- | ---------- |
| Montevideo Wanderers | 0-2     | Olimpia           | 0-0        | 0-2        |
| Deportivo Macará     | 1-1 (u) | Deportivo Táchira | 1-1        | 0-1        |
| Oriente Petrolero    | (u) 3-3 | Universitario     | 2-0        | 1-3        |

### 2e voorronde
| Team 1                    | Tot.    | Team 2                  | 1e wedstr. | 2e wedstr. |
| ------------------------- | ------- | ----------------------- | ---------- | ---------- |
| Deportivo Táchira         | 2-3     | Santa Fe                | 2-3        | 0-0        |
| Chapecoense               | 0-2     | Nacional                | 0-1        | 0-1        |
| Oriente Petrolero         | 3-4     | Jorge Wilstermann       | 1-2        | 2-2        |
| Carabobo                  | 1-6     | Guaraní                 | 1-0        | 0-6        |
| Olimpia                   | 2-3     | Junior                  | 1-0        | 1-3        |
| Universidad de Concepción | 0-6     | Vasco da Gama           | 0-4        | 0-2        |
| Banfield                  | (u) 3-3 | Independiente del Valle | 1-1        | 2-2        |
| Santiago Wanderers        | 2-1     | Melgar                  | 1-1        | 1-0        |

### 3e voorronde
| Team 1             | Tot.         | Team 2            | 1e wedstr. | 2e wedstr. |
| ------------------ | ------------ | ----------------- | ---------- | ---------- |
| Santiago Wanderers | 1-5          | Santa Fe          | 1-2        | 0-3        |
| Banfield           | 2-3          | Nacional          | 2-2        | 0-1        |
| Vasco da Gama      | 4-4 ns (3–2) | Jorge Wilstermann | 4-0        | 0-4 (n.v.) |
| Junior             | 1-0          | Guaraní           | 1-0        | 0-0        |

- Jorge Wilstermann en Banfield naar 2e ronde Copa Sudamericana 2018 als de 2 beste verliezers in de 3e voorronde

## Groepsfase
De top 2 van elke groep plaatst zich voor de laatste 16, terwijl de acht nummers 3 zich plaatsen voor de Copa Sudamericana 2018

### Groep 1
| Pos | Team              | Wed | W | G | V | Ptn | DV | DT | +/− | Kwalificatie                        |  | GRE | CPO | DEF | MON |
| --- | ----------------- | --- | - | - | - | --- | -- | -- | --- | ----------------------------------- |  | --- | --- | --- | --- |
| 1   | Grêmio            | 6   | 4 | 2 | 0 | 14  | 13 | 2  | +11 | Laatste 16                          |  | —   | 5–0 | 1–0 | 4–0 |
| 2   | Cerro Porteño     | 6   | 4 | 1 | 1 | 13  | 8  | 8  | 0   | Laatste 16                          |  | 0–0 | —   | 2–1 | 3–2 |
| 3   | Defensor Sporting | 6   | 1 | 1 | 4 | 4   | 5  | 7  | −2  | Geplaatst voor de Copa Sudamericana |  | 1–1 | 0–1 | —   | 3–1 |
| 4   | Monagas           | 6   | 1 | 0 | 5 | 3   | 5  | 14 | −9  |                                     |  | 1–2 | 0–2 | 1–0 | —   |

### Groep 2
| Pos | Team              | Wed | W | G | V | Ptn | DV | DT | +/− | Kwalificatie                        |  | ATN | CCL | BOL | DEL |
| --- | ----------------- | --- | - | - | - | --- | -- | -- | --- | ----------------------------------- |  | --- | --- | --- | --- |
| 1   | Atlético Nacional | 6   | 3 | 1 | 2 | 10  | 9  | 3  | +6  | Laatste 16                          |  | —   | 0–0 | 4–1 | 4–0 |
| 2   | Colo-Colo         | 6   | 2 | 2 | 2 | 8   | 5  | 5  | 0   | Laatste 16                          |  | 0–1 | —   | 2–0 | 0–2 |
| 3   | Bolívar           | 6   | 2 | 2 | 2 | 8   | 6  | 9  | −3  | Geplaatst voor de Copa Sudamericana |  | 1–0 | 1–1 | —   | 2–1 |
| 4   | Delfín            | 6   | 2 | 1 | 3 | 7   | 6  | 9  | −3  |                                     |  | 1–0 | 1–2 | 1–1 | —   |

### Groep 3
|Group C=
| Pos | Team             | Wed | W | G | V | Ptn | DV | DT | +/− | Kwalificatie      |
| --- | ---------------- | --- | - | - | - | --- | -- | -- | --- | ----------------- |
| 1   | Libertad         | 6   | 4 | 1 | 1 | 13  | 10 | 4  | +6  | Laatste 16        |
| 2   | Atlético Tucumán | 6   | 3 | 1 | 2 | 10  | 7  | 6  | +1  | Laatste 16        |
| 3   | Peñarol          | 6   | 3 | 0 | 3 | 9   | 8  | 5  | +3  | Copa Sudamericana |
| 4   | The Strongest    | 6   | 1 | 0 | 5 | 3   | 3  | 13 | −10 |                   |

### Groep 4
| Ploeg       | Pnt | Gsp | GW | G | V | DV | DT | DS |
| ----------- | --- | --- | -- | - | - | -- | -- | -- |
| River Plate | -   | -   | -  | - | - | -  | -  | -  |
| Emelec      | -   | -   | -  | - | - | -  | -  | -  |
| Flamengo    | -   | -   | -  | - | - | -  | -  | -  |
| Santa Fe    | -   | -   | -  | - | - | -  | -  | -  |

### Groep 5
| Ploeg                | Pnt | Gsp | GW | G | V | DV | DT | DS |
| -------------------- | --- | --- | -- | - | - | -- | -- | -- |
| Cruzeiro             | -   | -   | -  | - | - | -  | -  | -  |
| Universidad de Chile | -   | -   | -  | - | - | -  | -  | -  |
| Racing Club          | -   | -   | -  | - | - | -  | -  | -  |
| Vasco da Gama        | -   | -   | -  | - | - | -  | -  | -  |

### Groep 6
| Ploeg          | Pnt | Gsp | GW | G | V | DV | DT | DS |
| -------------- | --- | --- | -- | - | - | -- | -- | -- |
| Santos         | -   | -   | -  | - | - | -  | -  | -  |
| Estudiantes    | -   | -   | -  | - | - | -  | -  | -  |
| Real Garcilaso | -   | -   | -  | - | - | -  | -  | -  |
| Nacional       | -   | -   | -  | - | - | -  | -  | -  |

### Groep 7
| Ploeg          | Pnt | Gsp | GW | G | V | DV | DT | DS |
| -------------- | --- | --- | -- | - | - | -- | -- | -- |
| Corinthians    | -   | -   | -  | - | - | -  | -  | -  |
| Independiente  | -   | -   | -  | - | - | -  | -  | -  |
| Millonarios    | -   | -   | -  | - | - | -  | -  | -  |
| Deportivo Lara | -   | -   | -  | - | - | -  | -  | -  |

### Groep 8
| Ploeg        | Pnt | Gsp | GW | G | V | DV | DT | DS |
| ------------ | --- | --- | -- | - | - | -- | -- | -- |
| Boca Juniors | -   | -   | -  | - | - | -  | -  | -  |
| Palmeiras    | -   | -   | -  | - | - | -  | -  | -  |
| Alianza Lima | -   | -   | -  | - | - | -  | -  | -  |
| Junior       | -   | -   | -  | - | - | -  | -  | -  |

## Eindronde

#### Achtste finales
| Team 1           | Tot.         | Team 2            | 1e wedstr. | 2e wedstr. |
| ---------------- | ------------ | ----------------- | ---------- | ---------- |
| Racing           | 0-3          | River Plate       | 0-0        | 0-3        |
| Colo-Colo        | (u) 2-2      | Corinthians       | 1-0        | 1-2        |
| Flamengo         | 1-2          | Cruzeiro          | 0-2        | 1-0        |
| Estudiantes      | 3-3 ns (3–5) | Grêmio            | 2-1        | 1-2 (n.v.) |
| Atlético Tucumán | 2-1          | Atlético Nacional | 2-0        | 0-1        |
| Boca Juniors     | 6-2          | Libertad          | 2-0        | 4-2        |
| Cerro Porteño    | 1-2          | Palmeiras         | 0-2        | 1-0        |
| Independiente    | 3-0          | Santos            | 0-0 3-0    | 0-0        |

#### Kwartfinales
| Team 1           | Tot. | Team 2      | 1e wedstr. | 2e wedstr. |
| ---------------- | ---- | ----------- | ---------- | ---------- |
| Independiente    | 1-3  | River Plate | 0-0        | 1-3        |
| Colo Colo        | 0-4  | Palmeiras   | 0-2        | 0-2        |
| Boca Juniors     | 3-1  | Cruzeiro    | 2-0        | 1-1        |
| Atlético Tucumán | 0-6  | Grêmio      | 0-2        | 0-4        |

#### Halve finales
| Team 1       | Tot.    | Team 2    | 1e wedstr. | 2e wedstr. |
| ------------ | ------- | --------- | ---------- | ---------- |
| River Plate  | (u) 2-2 | Grêmio    | 0-1        | 2-1        |
| Boca Juniors | 4-2     | Palmeiras | 2-0        | 2-2        |

#### Finale
| Team 1       | Tot. | Team 2      | 1e wedstr. | 2e wedstr. |
| ------------ | ---- | ----------- | ---------- | ---------- |
| Boca Juniors | 3-5  | River Plate | 2-2        | 1-3 (n.v.) |

| Winnaar Copa Libertadores 2018 |
| ------------------------------ |
| River Plate 4e titel           |